# 질 들뢰즈

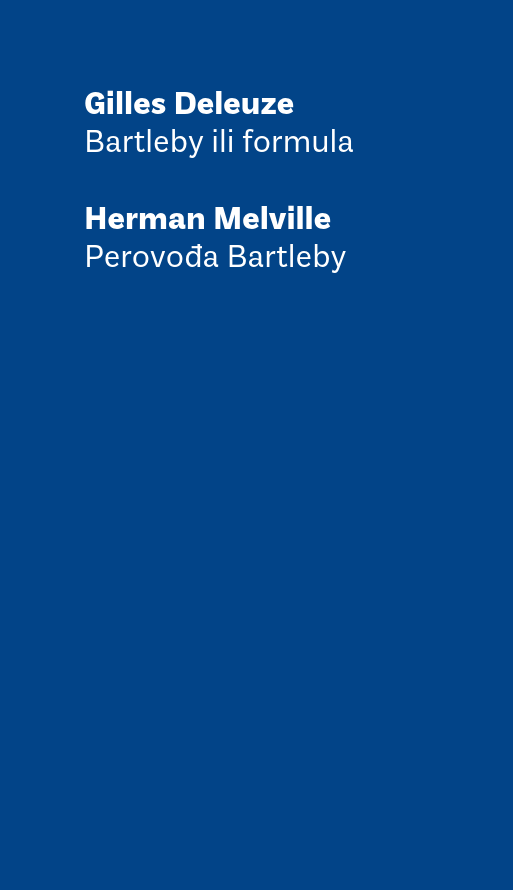

질 들뢰즈(프랑스어: Gilles Deleuze, 1925년 1월 18일 ~ 1995년 11월 4일)는 20세기 후반 프랑스의 철학자, 사회학자, 작가이다. 1960년대 초부터 1995년 사망할 때까지, 들뢰즈는 철학, 문학, 영화, 예술 분야에서 영향력 있는 저작들을 썼다. 가장 인기를 누린 책들은 펠릭스 가타리와 함께 쓴 《안티 오이디푸스 - 자본주의와 정신분열증》(1972년)와 《천 개의 고원: 자본주의와 정신분열증 2》(1980년)가 있다.
들뢰즈는 1968년 《차이와 반복》을 집필했고 1969년에는 《감각의 논리》를 저술했다. 미셸 푸코는 "아마도 어느 날 이 세기는 들뢰즈의 시대라고 불릴 것이다"라고 말하기도 했다. 들뢰즈는 이에 대해 "우리를 좋아하는 사람은 웃게 만들고 그 외의 다른 사람들은 격노하게 만들려는 의도를 지닌 농담이다"라고 말했다.

## 생애
들뢰즈는 파리에서 태어나 삶의 대부분을 그 곳에서 보냈다. 그는 제2차 세계대전 중 리세 카르노에 재학했으며, 이후 파리 8대학의 교수를 맡기도 했다. 들뢰즈는 1995년 11월 자신의 아파트에서 뛰어내려 자살하였다.

## 철학
들뢰즈의 모습은 크게 두 가지로 나뉜다. 하나는 스피노자, 라이프니츠, 흄, 칸트, 니체, 베르그송, 푸코 베이컨을 재해석하는 '철학사가'로서의 들뢰즈이고, 다른 하나는 다방면의 개념들(신체, 차이, 감각, 사건, 정신분열, 반복, 영화, 철학 등)을 무한 질주하며 새로운 사상을 제시하는 '생성의 철학자' 들뢰즈다.
평소 주장했던대로 이 둘은 들뢰즈라는 '실체'의 '양태'였으며, 서로 어긋나지 않았다.

### 형이상학
가타리와의 협업 이전인 초기 들뢰즈의 주요 철학적 프로젝트는 단도직입적으로 '동일성과 차이성의 전통적 형이상학상 관계의 체계적 전복'으로 요약된다.
전통적으로, 차이성은 동일성에서 파생된 것으로 파악되었다. 예를 들어, "X는 Y와 다르다"고 할 때, 이는 어떤 X와 Y가 최소한 비교적 안정적인 동일성을 가지고 있음을 나타낸다. 이에 대해, 들뢰즈는 모든 동일성이란 차이성의 결과라고 선언한다. 들뢰즈에 따르면, "같은 속(屬)의 사물 간 성질의 차이가 존재하는 것으로 볼 때," 동일성은 논리적으로나 형이상학적으로나 차이성에 앞서지 않는다. 이는 두 사물이 전혀 같지 않을 뿐만 아니라, 우리가 개체를 확인하기 위해 사용하는 범주가 원래 차이로부터 비롯되었음을 나타낸다.
"X"와 같은 명백한 동일성은 끝없는 차이의 연속으로 구성되어 있고, 여기에서 "X" = "x와 x 간의 차이"이고 "x" = "...간의 차이," 등등이다. 차이는 계속 이어진다.
현실에 정직하게 직면하기 위해 우리는 존재와 정확한 그대로를 파악해야 하며, 동일성의 개념들(형식, 범주, 유사성, 통각, 술어 등)은 그 자체로 차이를 이룰 수 없다고 들뢰즈는 주장한다.
"철학이 사물에 대해 긍정적이고 직접적인 관계를 갖는다면, 이는 다만 철학이 사물 자체에 대해, 그것이 무엇이냐에 따라, 그것이 아닌 모든 것에 대한 차이, 즉, '내적 차이'로서 파악함을 표방할 때 뿐이다."

### 인식론
들뢰즈의 색다른 형이상학은 똑같이 이례적인 인식론, 혹은 그가 "사유(생각) 이미지"의 변형이라고 부르는 것을 수반한다.
들뢰즈에 따르면, 아리스토텔레스, 데카르트 및 후설과 같은 철학자들에게서 발견되는 사유의 전통적인 이미지는 사유를 대개 문제 없는 작업으로 오해하고 있다. 진리는 발견하기 어려울 수 (순수한 이론이나 철저한 계산, 혹은 체계적 의심의 삶을 요구할 수) 있으나, 사유는 적어도 원칙상, 사실, 형식, 생각 등을 올바르게 파악할 수 있다. 신(神)의 눈, 곧 중립적 시각(neutral point of view)을 얻는 것은 사실상 불가능하지만, 확실하고 고정된 진리를 낳는 사심 없는 추구와 상식의 정돈된 확장은 그에 가까운 최상의 것이다.
들뢰즈는 이러한 관점이 형이상학적 흐름을 호도하는 것이라고 부정하며, 진실한 사유는 현실에 대한 폭력적 대립, 곧 수립된 범주의 무의식적인 파열이라고 주장한다. 진리는 우리가 생각하는 것을 바꿔놓는다. 사유에 진리를 인식할 수 있는 자연적인 능력이 있다는 가설을 차치한다면, 우리는 "이미지 없는 생각," 곧 문제를 풀기보다는 그것에 의해서 결정되는 생각을 얻는다고 들뢰즈는 주장한다. 이 모든 것은 우연히 발생하지 않는 코드나 공리를 상정하지만, 또한 고유한 합리성을 갖는 것도 아니다. 이는 마치 신학과 같다. 죄, 원죄 없는 잉태, 그리고 성육신을 받아들인다면 그에 대한 모든 것은 상당히 합리적이다.
이성은 항상 비이성으로 깎아 만들어진 지역이다. 비이성이 전혀 피할 바가 되지는 못하지만, 그로서 횡단되고 오직 그 비이성적 인자들 속에서의 특수한 종류의 관계로서 정의된다.
모든 이성 아래에는 섬망, 그리고 표류가 있다."

### 가치론
윤리학과 정치학에서, 비록 날카로운 니체적 해명이지만, 들뢰즈는 스피노자를 반복한다. 사회의 전통적 자유 모델의 관점에서, 도덕은 개체에서 출발하며, 이들은 추상적인 자연권이나 그들 자신 혹은 신에 의해 정해진 의무를 부담한다.
동일성에 기초한 형이상학에 대한 거부에 따라, 들뢰즈는 개체 개념이 차이성의 구속과 중단 "개체(individual)"이라는 말의 어원이 보여주듯이]이라고 비판한다.
스피노자와 니체의 자연주의 윤리학을 따라서, 들뢰즈는 개체들과 이들의 도덕을 개체에 앞선 욕망과 권력 조직의 제품으로 이해하려고 한다.
<자본주의와 정신분열(Capitalisme et Schizophrénie)>이라는 두 권의 책에서, 들뢰즈와 가타리는 역사를 근대적 개체(일반적으로 신경증적이고 억압된),
민족국가(계속되는 통제의 사회) 및 자본주의(어린애 취급 같은 상품화로 길들여진 무정부 상태)로의 "욕망 생산"(프로이트와 마르크스 사상의 특징이 조합된 개념)의 응고와 통제로 서술한다.
들뢰즈는 마르크스와 같이, 자본주의의 전통적 사회 계층 파괴를 해방으로 여기지만, 모든 가치를 시장의 목적에 따라 균질화하는 데 대해서는 맹비난한다.

### 들뢰즈의 해석
개별 철학자 및 예술가들에 대한 들뢰즈의 연구는 고의적으로 이단적이다.
예를 들어, <니체와 철학(Nietzsche et la philosophie)>에서 들뢰즈는 니체의 <도덕의 계보> 어디에서도 니체가 칸트의 <순수 이성 비판>을 언급하지 않았을 뿐 아니라
그 도덕적 주제들이 칸트 저작의 인식론적 초점과는 전혀 다름에도 불구하고, 니체의 이 저작이 칸트의 저작을 재구성하려는 시도였다고 주장한다.
마찬가지로, 들뢰즈는 일의성(univocity)이라는 개념이 스피노자의 저작 어디에서도 등장하지 않았음에도, 그것이 스피노자 철학의 조직 원리라고 주장한다.
들뢰즈가 자신의 철학자 해석 방법을 "항문 성교(enculage)"라고 부르기도 했던 일은 유명한데,
이는 작가의 뒤를 파고들어가 자기 것 같을 뿐 아니라 기이하고 색다른 '새끼'를 낳는다는 의미다.

## 주요 개념
- 반복(répétition)/차이(différence)
- 탈영토화(déterritorialisation)/재영토화(reterritorialisation)
- 욕망 기계(machine désirante)
- 리좀(rhizome)
- 기관 없는 신체(Corps-sans-organes)
- 배열(agencement)
- 탈주선(ligne de fuite)
- 운동-이미지(image-mouvement)/시간-이미지(image-temps)/크리스털-이미지(image-cristal)
- 사건(évènement)
- 내재성의 평면(plan d'immanence)
- 지철학(géophilosophie)
- 개념적 인물(personnage conceptuel)
- 자본주의 사회 편집증
- 유목민 사회 분열증(노마드)

## 저서
단독 저서
- Empirisme et subjectivité (1953).
  - 한정헌∙정유경 옮김, 『경험주의와 주체성』, 난장 (2012).
- Nietzsche et la philosophie (1962).
  - 이경신 옮김, 『니체와 철학』, 민음사 (2001).
- La philosophie critique de Kant (1963).
  - 서동욱 옮김, 『칸트의 비판철학』, 민음사 (2006).
- Proust et les signes (1964).
  - 서동욱∙이충민 옮김, 『프루스트와 기호들』, 민음사 (2004).
- Nietzsche (1965).
  - 박찬국 옮김, 『들뢰즈의 니체』, 철학과현실사 (2007).
- Le Bergsonisme (1966).
  - 김재인 옮김, 『베르그송주의』, 문학과지성사 (1996).
- Présentation de Sacher-Masoch (1967).
  - 이강훈 옮김, 『매저키즘』, 인간사랑 (2007).
- Différence et répétition (1968).
  - 김상환 옮김, 『차이와 반복』, 민음사 (2004).
- Spinoza et le problème de l'expression (1968).
  - 현영종∙권순모 옮김, 『스피노자와 표현 문제』, 그린비 (2019).
- Logique du sens (1969).
  - 이정우 옮김, 『의미의 논리』, 한길사 (1999).
- Spinoza : Philosophie pratique (1970/1981).
  - 박기순 옮김, 『스피노자의 철학』, 민음사 (2001).
- Dialogues (1977/1996).
  - 허희정 옮김, 『디알로그』, 동문선 (2005).
- Francis Bacon. Logique de la sensation (1981).
  - 하태환 옮김, 『감각의 논리』, 민음사 (2008).
- Cinéma I : L'image-mouvement (1983).
  - 유진상 옮김, 『시네마 1: 운동-이미지』, 시각과언어 (2002).
- Cinéma II : L'image-temps (1985).
  - 이정하 옮김, 『시네마 2: 시간-이미지』, 시각과언어 (2005).
- Foucault (1986).
  - 권영숙∙조형근 옮김, 『푸코』, 새길아카데미 (2012).
- Le pli : Leibniz et le baroque (1988).
  - 이찬웅 옮김, 『주름, 라이프니츠와 바로크』, 문학과지성사 (2004).
- Périclès et Verdi : La philosophie de Francois Châtelet (1988).
  - 허희정 옮김, 『중첩』, 동문선 (2005).

- Pourparlers (1990).
  - 김종호 옮김, 『대담 1972-1990』, 솔출판사 (1994).
- l'Epuise (1992)
  - 이정하 옮김, 『소진된 인간』, 문학과 지성사 (2013).

- Critique et clinique (1993).
  - 김현수 옮김, 『비평과 진단』, 인간사랑 (2000).
- Pure Immanence (2001).
- L'île déserte et autres textes (2002).
- Deux régimes de fous et autres textes (2004).
- 박정태 옮겨 엮음, 『들뢰즈가 만든 철학사』, 이학사 (2007).

펠릭스 가타리와의 공저
- Capitalisme et Schizophrénie 1. L'Anti-Œdipe (1972).
  - 김재인 옮김, 『안티 오이디푸스』, 민음사 (2014).
- Kafka: Pour une Littérature Mineure (1975).
- Capitalisme et Schizophrénie 2. Mille Plateaux (1980).
  - 김재인 옮김, 『천 개의 고원』, 새물결 (2001).
- Qu'est-ce que la philosophie? (1991).
  - 이정임∙윤정임 옮김, 『철학이란 무엇인가』, 현대미학사 (1995).

## 참고 문헌
매우 다양한 종류가 출간되어 있다. 국내에 출간된 저서, 온라인상에 공개된 논문 중에서 많이 알려지고 선택되는 것을 간단히 나열한다.
- <질 들뢰즈의 철학 - 들뢰즈 연구의 이정표>, 대니얼 W. 스미스, 박인성 역, 그린비, 2023
- <대담 1972-1990>, 질 들뢰즈, 신지영 역, 갈무리, 2023
- <라캉, 바디우, 들뢰즈의 세계관>, 장용순, 이학사, 2023 : 그림 자료 해설과 함께 들뢰즈 철학의 기본개념을 이해할 수 있는 기초 입문서.
- <권력과 저항 - 푸코, 들뢰즈, 데리다, 알튀세르>, 사토 요시유키, 김상운 역, 난장, 2012
- <들뢰즈의 비인간주의 존재론>, 김재인, 서울대학교 : 안티 오이디푸스와 들뢰즈 철학의 개념들을 연혁적으로 다룬 김재인 교수의 박사논문.
- <의미와 무의미의 경계에서>, 박영욱, 김영사 : 가장 쉽고 간결한 개설서. 용어를 위주로 정리.
- <질 들뢰즈>, 박성수, 자음과모음 : 역시 쉽고 간결한 개설서, 위의 저서보다는 좀 더 다양한 측면을 다룸.
- <들뢰즈 이해하기>, 클레어콜브룩, 한정헌 역, 그린비 : 균형을 갖춘 들뢰즈 개론서, 입문자에게는 다소 어렵지만 용어와 문제의식을 위주로 설명.
- <들뢰즈 커넥션>, 존 라이크만, 김재인 역, 현실문화연구(현문서가) : 들뢰즈에 대한 고난도 개론서, 개론서 중 가장 난이도가 높음.
- <들뢰즈 유동의 철학>, 우노 구니이치, 김동선 이정우 역, 그린비 : 들뢰즈의 철학을 시기별로 쫓아가며 사상의 흐름을 정리한 책.
- <질 들뢰즈>, 클레어 콜브룩, 백민정 역, 태학사 : 클레어 콜브룩의 들뢰즈 입문서로 가장 좋은 평가를 얻은 도서. 현재 절판.
- <들뢰즈의 차이와 반복 - 해설과 비판>, 제임스 윌리엄스, 신지영 역 : <차이와 반복>에 대한 좋은 해설서.
- <노마디즘 1,2>, 이진경, 휴머니스트 : 들뢰즈의 대표작인 <천개의 고원>에 대한 초기 국내 해설서. 2000년대 국내 들뢰즈 연구자들 사이에서 저자의 들뢰즈 해석에 대한 적절성을 두고 다양한 논쟁이 이루어짐.
- <천 하나의 고원>, 이정우, 돌베개 : <천개의 고원>에 관한 해설서.
- <들뢰즈가 만든 철학사>, 박정태, 이학사 : 들뢰즈의 소논문을 기본 텍스트로 엮은이의 해설이 자세하게 첨가된 들뢰즈 안내서. 어려운 수준이지만 들뢰즈의 글을 따라가며 입문서로 읽기에는 가장 탁월함.
- <혁명의 거리에서 들뢰즈를 읽자>, 김재인, 느티나무책방, 2016
- <들뢰즈의 생명철학>, 고이즈미 요시유키, 이정우 역, 동녘, 2003

- 그외 들뢰즈가 직접 쓴 저작중에는 <카프카>, <프루스트와 기호들>이 좋은 입문서로 꼽히고 있다.

## 같이 보기
- 1968년 사회운동
- 후기 구조주의
- 펠릭스 가타리
- 미셸 푸코
- 자크 라캉
- 앙리 베르그송
- 바뤼흐 스피노자
- 프리드리히 니체
- CCRU